# Mauro Facci
Mauro Facci (* 11. Mai 1982 in Vicenza) ist ein ehemaliger italienischer Radrennfahrer.

## Karriere
Mauro Facci begann seine internationale Karriere 2003 bei dem italienischen Radsportteam Fassa Bortolo, nachdem er dort im Vorjahr als Stagiaire gefahren war. Zuvor war er unter anderem italienischer Vizemeister der Junioren gewesen. Seinen ersten Profisieg verpasste er 2003 beim Giro del Trentino als Zweiter der dritten Etappe nur knapp, als er im Sprint einer Ausreißergruppe nur von Elio Aggiano geschlagen wurde. Einen ersten Sieg feierte er 2005 bei der Settimana Internazionale, als er mit seinem Team im Mannschaftszeitfahren erfolgreich war. In der Gesamtwertung des Rennens wurde er Zweiter. Im selben Jahr nahm er auch erstmals an der Tour de France teil und beendete seine erste große Landesrundfahrt auf dem 144. Gesamtplatz.
Nach dem Ende von Fassa Bortolo fuhr Facci 2006 für das Professional Continental Team Barloworld. Bei der Classic Haribo in Marseille erreichte er als Dritter seinen einzigen Podiumsplatz für das Team. In der folgenden Saison wurde Facci vom belgischen ProTeam Quick Step verpflichtet. Dort konnte er an seinem ersten Giro d’Italia teilnehmen. Auf einem starken 34. Platz erreichte er das Ziel in Mailand. Seinen ersten persönlichen Profisieg verpasste er im selben Jahr bei der Tour de la Région Wallonne erneut nur knapp. Rémi Pauriol hatte ihn im Sprint der beiden Ausreißer bezwungen.
Auch 2008 stand Facci beim Giro d’Italia am Start. Wieder konnte er das Ziel erreichen, dieses Mal als 115. Außerdem wurde er auch für die Tour de France nominiert, wo er allerdings nach der sechsten Etappe aussteigen musste. Beim GP Briek Schotte schaffte er 2008 auch seinen ersten und einzigen persönlichen Sieg als Berufsradfahrer. Ein Jahr darauf erreichte er beim Giro d’Italia, den er als 108. abschloss, auf der 15. Etappe als Siebter seinen ersten Top-Ten-Platz bei einer großen Landesrundfahrt.
Auch 2010 bestritt Facci noch einmal den Giro d’Italia. Das Ziel in Verona erreichte er als 121. und konnte damit alle seine vier Italien-Rundfahrten beenden. Ende der Saison 2010 beendete er seine Karriere als aktiver Berufsradfahrer im Alter von nur 29 Jahren.

## Erfolge
2008
- GP Briek Schotte